# El robo sacrílego
El robo sacrílego (en italiano, Furto sacrilego) es un óleo realizado por el pintor italiano Alessandro Magnasco en 1731. Sus dimensiones son de 160 × 240 cm.
Esta pintura muestra un hecho que tuvo lugar el 6 de enero de 1731, en el que unos ladrones intentaron robar en la iglesia de Santa María en Campomorto, en Siziano (Pavía). Dichos ladrones, según la tradición, fueron puestos en fuga por los esqueletos que habrían salido del cementerio adyacente.
Se conserva en la Galería Arzobispal de Milán.